# サム・ライアン
サム・ライアン(Sam Ryan)は1969年生まれのCBS放送系列WCBS-TVに所属する女性スポーツジャーナリスト・キャスターである。本名はサマンサ・ライアン。ニューヨーク州ポートジェファーソン出身。身長161cm。

## キャリア
ニューヨーク州ロングアイランドのセルディーム高校を卒業。ニューヨーク工科大学卒業。ニューヨーク工科大学時代の卒業論文は「スポーツジャーナリズムにおける性的差別と偏見」であった。ホフスター大学でコミュニケーション学を専攻し卒業。
WABC-TVとWFAN(両社ともニューヨーク)のラジオでスポーツキャスター・レポーターを務めた後、ニューヨーク州ロングアイランドのNews12、コネチカット州ハートフォードのWVIT、FOX Sports Netでキャスター･レポーターを務めた。
2003年スポーツ専門のケーブルテレビESPNとABC Sportsと契約、同局ではNHLとカレッジフットボールのサイドラインレポーターを務めた。
2004年からはESPNにてSunday Night Baseballのレポーターをやり、2005年には産休に入ったミッチェル・タホヤの代行でMonday Night Footballのレポーターにもなった。
2006年6月、現在のWCBC-TVのスポーツキャスターとして雇われた。
これまでのキャリアの中でSuper Bowl XL pre-game、The Little League World Series(2003-05)、1996年夏季オリンピック、The 2000 Subway Series、Woman College Basketballなど多くの大舞台でのレポートを経験し、1999年にはローカル・エミー賞を、2000年にはローカルAssociate Press Awardを受賞している。
現在は同放送局で17時・18時・23時などのニュースでのスポーツコーナーを務めるほかレポーターとしても活躍。現在ニュースキャスターになった同局の元スポーツキャスタークリス・ラギーがホストを務めていたSports Sunday with Chris WraggeはSports Sundayと名を変え、彼女とデュシス・ロジャースがホストを務めるようになった。

## 私生活
- 趣味はランニング。
- 夢の仕事は「歯科医師」
- 好きな食べ物は甘いもの。
- 好きなミュージシャンはレニー・クラヴィッツとバリー・マニロウ。
- 最も良かった旅行はアルバとディズニーランド。
- 既婚で現在はロングアイランド在住。ニクラウスとジェンセンの二人の子供がいる。